# Liste der denkmalgeschützten Objekte in Feld am See
Die Liste der denkmalgeschützten Objekte in Feld am See enthält die 2 denkmalgeschützten, unbeweglichen Objekte der Gemeinde Feld am See.

## Denkmäler
| Foto |                 | Denkmal                                                  | Standort                          | Beschreibung | Metadaten |
| ---- | --------------- | -------------------------------------------------------- | --------------------------------- | --- | --- |
| ja   | Datei hochladen | Evang. Pfarrkirche A.B. HERIS-ID: 53606 Objekt-ID: 61604 | Kirchenplatz 4 Standort KG: Rauth | Das dreijochige Kirchenschiff ist ein geräumiger Bau von 1787 mit leicht eingezogener Rundapsis. Ihm wurde 1852 im Westen ein dreigeschoßiger Vorhallenturm mit rundbogigen Schallöffnungen und Spitzgiebelhelm vorgestellt. Im Norden ist am Kirchenschiff eine Sakristei angebaut. Altar und Kanzel von 1648 stammen aus der heute ruinösen Friesacher Virgilienbergkirche. | BDA-Hist.: Q1381086 Status: § 2a Stand der BDA-Liste: 2025-06-30 Name: Evang. Pfarrkirche A.B. GstNr.: 508/3 Evangelische Kirche in Feld am See |
| ja   | Datei hochladen | Evangelisches Pfarrhaus HERIS-ID: 57597 Objekt-ID: 67805 | Kirchenplatz 8 Standort KG: Rauth | Das 1881 erbaute evangelische Pfarrhaus ist ein herrenhausartiger, zweigeschoßiger Bau mit dreiachsigem Mittelrisalit und für die Entstehungszeit üblicher Fassadengliederung und wurde 1981 verändert. | BDA-Hist.: Q38077329 Status: § 2a Stand der BDA-Liste: 2025-06-30 Name: Evangelisches Pfarrhaus GstNr.: 513                                     |